# Municipio de Clinton (condado de Wyoming)
El municipio de Clinton (en inglés: Clinton Township) es un municipio ubicado en el condado de Wyoming en el estado estadounidense de Pensilvania. En el año 2000 tenía una población de 1.343 habitantes y una densidad poblacional de 42 personas por km².

## Geografía
El municipio de Clinton se encuentra ubicado en las coordenadas 41°35′00″N 75°45′59″O / 41.58333, -75.76639.

## Demografía
Según la Oficina del Censo en 2000 los ingresos medios por hogar en la localidad eran de $30,227 y los ingresos medios por familia eran $34,688. Los hombres tenían unos ingresos medios de $31,042 frente a los $18,750 para las mujeres. La renta per cápita para la localidad era de $16,758. Alrededor del 16,9% de la población estaban por debajo del umbral de pobreza.